# Atelopus tamaense
Atelopus tamaense (tên tiếng Anh là Sapito Arlequin De Tama) là một loài cóc trong họ Bufonidae.
Nó được tìm thấy ở Colombia và Venezuela.
Các môi trường sống tự nhiên của chúng là vùng cây bụi nhiệt đới hoặc cận nhiệt đới vùng đất cao, đồng cỏ ở cao nhiệt đới hoặc cận nhiệt đới, sông, và đầm lầy. Loài này đang bị đe dọa do mất nơi sống.